# 十三東
十三東（じゅうそうひがし）は、大阪府大阪市淀川区にある町名。現行行政地名は十三東一丁目から十三東五丁目。

## 地理
淀川区の南部に位置し、十三地域に属している。東に木川西、西の南側に新北野、北側に十三本町、北に野中南、川を挟んで南に北区と接している。

### 河川
- 淀川

## 世帯数と人口
2019年（令和元年）9月30日現在の世帯数と人口は以下の通りである。
| 丁目         | 世帯数    | 人口    |
| ------------ | --------- | ------- |
| 十三東一丁目 | 2,149世帯 | 2,706人 |
| 十三東二丁目 | 638世帯   | 838人   |
| 十三東三丁目 | 1,694世帯 | 2,519人 |
| 十三東四丁目 | 362世帯   | 631人   |
| 十三東五丁目 | 393世帯   | 623人   |
| 計           | 5,236世帯 | 7,317人 |

### 人口の変遷
国勢調査による人口の推移。
| 1995年（平成7年）  | 6,431人 | [ 5 ] |  |
| 2000年（平成12年） | 6,068人 | [ 6 ] |  |
| 2005年（平成17年） | 6,222人 | [ 7 ] |  |
| 2010年（平成22年） | 6,837人 | [ 8 ] |  |
| 2015年（平成27年） | 7,020人 | [ 9 ] |  |

### 世帯数の変遷
国勢調査による世帯数の推移。
| 1995年（平成7年）  | 3,248世帯 | [ 5 ] |  |
| 2000年（平成12年） | 3,290世帯 | [ 6 ] |  |
| 2005年（平成17年） | 3,593世帯 | [ 7 ] |  |
| 2010年（平成22年） | 4,341世帯 | [ 8 ] |  |
| 2015年（平成27年） | 4,498世帯 | [ 9 ] |  |

## 学区
市立小・中学校に通う場合、学区は以下の通りとなる。なお、小学校・中学校入学時に学校選択制度を導入しており、通学区域以外に淀川区にある以下の通学区域に隣接する校区にある小学校・中学校から選択することも可能。
| 丁目         | 番   | 小学校             | 中学校             |
| ------------ | ---- | ------------------ | ------------------ |
| 十三東一丁目 | 全域 | 大阪市立十三小学校 | 大阪市立十三中学校 |
| 十三東二丁目 | 全域 | 大阪市立十三小学校 | 大阪市立十三中学校 |
| 十三東三丁目 | 全域 | 大阪市立十三小学校 | 大阪市立十三中学校 |
| 十三東四丁目 | 全域 | 大阪市立十三小学校 | 大阪市立十三中学校 |
| 十三東五丁目 | 全域 | 大阪市立十三小学校 | 大阪市立十三中学校 |

## 事業所
2016年（平成28年）現在の経済センサス調査による事業所数と従業員数は以下の通りである。
| 丁目         | 事業所数  | 従業員数 |
| ------------ | --------- | -------- |
| 十三東一丁目 | 132事業所 | 839人    |
| 十三東二丁目 | 191事業所 | 1,260人  |
| 十三東三丁目 | 154事業所 | 715人    |
| 十三東四丁目 | 44事業所  | 153人    |
| 十三東五丁目 | 13事業所  | 252人    |
| 計           | 534事業所 | 3,219人  |

## 交通

### 鉄道
- 阪急電鉄
  - 神戸本線・宝塚本線・京都本線 十三駅

### 道路
- 大阪府道16号大阪高槻線（淀川通）

## 施設
- 大阪市淀川区役所
- 英真学園高等学校
- 大阪市立十三中学校
- 大阪市立十三小学校
- 淀川十三東郵便局
- 食品館アプロ 木川店

## 公園
- 十三東公園

## その他

### 日本郵便
- 〒532-0023[3]（集配局：淀川郵便局[13]）